# Gerbillus muriculus
Gerbillus muriculus is een zoogdier uit de familie van de Muridae. De wetenschappelijke naam van de soort werd voor het eerst geldig gepubliceerd door Thomas & Hinton in 1923.